# Валлертгайм
Валлертгайм (нім. Wallertheim) — громада в Німеччині, розташована в землі Рейнланд-Пфальц. Входить до складу району Альцай-Вормс. Складова частина об'єднання громад Веррштадт.
Площа — 8,10 км2. Населення становить 1735 ос. (станом на 31 грудня 2020).